# Purwodadi (stad)
Purwodadi is een plaats in Indonesië. Het is gelegen in de provincie Midden-Java en is de hoofdstad van het regentschap Grobogan. De stad staat bekend vanwege de sojasaus.
Er is ook een botanische tuin naar de stad vernoemd, de zogenaamde Kebun Raya Purwodadi.